# Sadovets
Sadovets (bulgariska: Садовец) är ett distrikt i Bulgarien.   Det ligger i kommunen Obsjtina Dolni Dăbnik och regionen Pleven, i den centrala delen av landet, 110 km nordost om huvudstaden Sofia.
Trakten runt Sadovets består till största delen av jordbruksmark. Runt Sadovets är det ganska glesbefolkat, med 42 invånare per kvadratkilometer.